# Cataulacus mckeyi
Cataulacus mckeyi är en myrart som beskrevs av Roy R. Snelling 1979. Cataulacus mckeyi ingår i släktet Cataulacus och familjen myror. Inga underarter finns listade.